# Derek Prince
Peter Derek Vaughan Prince, född 14 augusti 1915 i Bangalore, död 24 september 2003 i Jerusalem, var en brittisk filosof, teolog och evangelist.

## Biografi
Derek Prince föddes i Indien som son till brittiska föräldrar. Sin utbildning fick han på två av Englands mest framträdande läroanstalter, Eton College och Cambridge University. När han var  24 år var han lärare vid King's College i Cambridge i klassisk och modern filosofi. Under andra världskriget var han tvungen som en brittisk medborgare att göra militärtjänst och var placerad i Nordafrika, där han också studerade och kom att bli fångad av Bibeln. 
I början av 1950-talet grundade Derek Prince en församling inom pingstkyrkan. 1957 åkte Prince med sin hustru till Kenya för att leda en Bibelskola och där han också påstods ha väckt upp två personer från de döda.
1962 åkte Prince till Kanada då han blev rytkbar som en karismatisk bibellärare inom Pingstkyrkan.
1968 flyttade Prince till Fort Lauderdale i Florida där han slog sig samman med andra och blev kända som Fort Lauderdake Five, som lanserade Shepherd Movement som innebar att alla kristna bör ha en ledare/mentor. Flera av herdarna kom att missbruka sin ställning vilket ledde till fällande domar mot några.
Vid denna tid dog hustrun till Derek, Lydia. År 1978 ville Derek gifta sig med Ruth Baker och han fick först inte samtycke av hans herdekollegor. Senare kom man överens om äktenskapet och Derek gifte sig igen 1978. År 1983 tog Derek avstånd från rörelsen och hävdade att han aldrig visste exakt vad som hände på grund av sin fullspäckade resplan och sin sorg efter hustruns död.
Derek Prince dog 2003 vid en ålder av 88 år.